# Thaida chepu
Thaida chepu är en spindelart som beskrevs av Norman I. Platnick 1987. Thaida chepu ingår i släktet Thaida och familjen Austrochilidae. Inga underarter finns listade i Catalogue of Life.